# Åderlav
Åderlav (Peltigera venosa) är en lavart som först beskrevs av L., och fick sitt nu gällande namn av Franz Georg Hoffmann. Åderlav ingår i släktet Peltigera och familjen Peltigeraceae.  Arten är reproducerande i Sverige. Inga underarter finns listade i Catalogue of Life.

## Källor

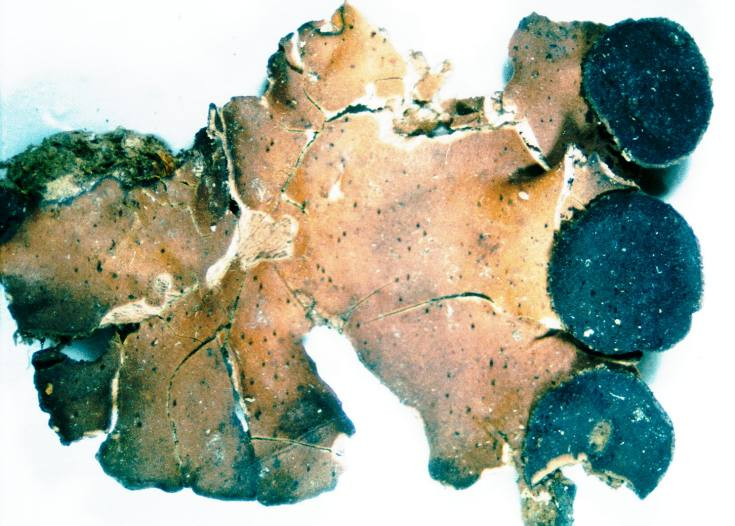
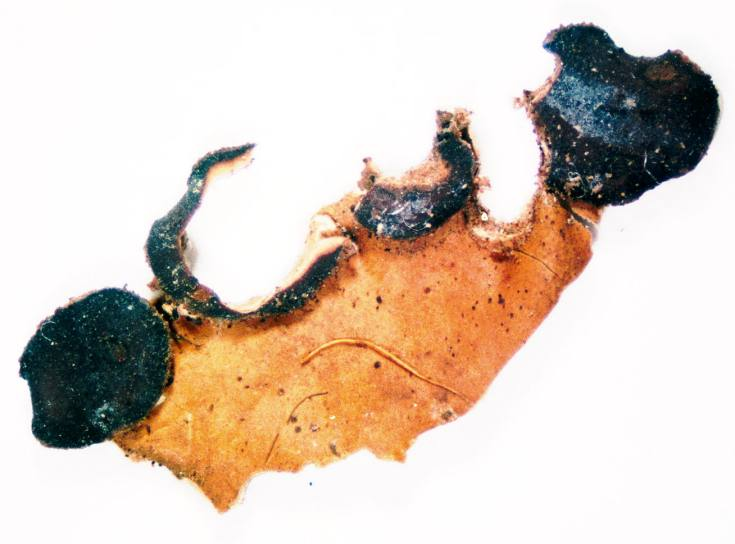
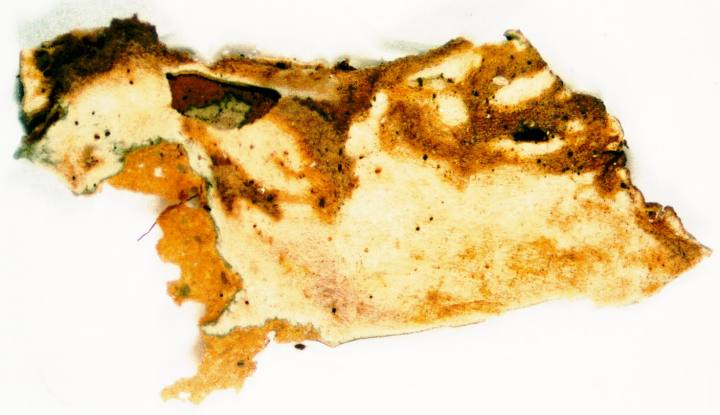
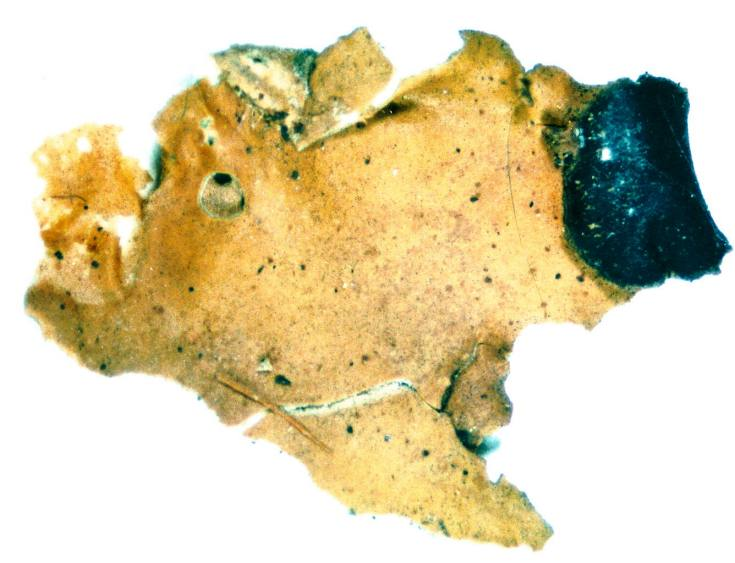